# Dentigaster erythrothorax
Dentigaster erythrothorax är en stekelart som beskrevs av Herbert Zettel 1992. Dentigaster erythrothorax ingår i släktet Dentigaster och familjen bracksteklar. Inga underarter finns listade i Catalogue of Life.